# Ночь демонов (фильм, 2009)
«Ночь демонов» (англ. Night of the Demons) — фильм ужасов режиссёра Адама Гираша, снятый в 2009 году. Ремейк одноимённого фильма 1988 года. В картине в камео снялась Линни Куигли, сыгравшая роль Сьюзан в оригинальном фильме.

## Сюжет
Новый Орлеан, 1925 год. Владелица старинного поместья Эванджелина Бруссар кончает жизнь самоубийством. Через 85 лет Анджела решает устроить здесь вечеринку на Хэллоуин. И вот вечером в стильно оформленном здании собирается толпа ряженной публики. Наркоторговец Колин пытается «толкать» здесь наркотики, однако неожиданно появляется полиция и объявляет вечеринку закрытой.
Но Анджела, Колин, Мэдди, Лили, Сьюзан, Декс и Джейсон остаются. Они отправляются обследовать здание и неожиданно находят в подвале кучу скелетов. Анджела видит в одном из черепов золотой зуб, однако челюсти неожиданно кусают девушку. Молодые люди пытаются покинуть здание, но ворота поместья оказываются закрытыми. Тогда Сьюзан рассказывает присутствующим историю о том, как Эванджелина Бруссар практиковала здесь чёрную магию.
Тем временем в поведении Анджелы начинают появляться некоторые странности. Она передаёт Дексу нечто через поцелуй, что приводит к демонической трансформации юноши. Во время интимной связи юноша инфицирует Лили. А Анджела, превратившись в монстра, срывает кожу с лица Сьюзан, что приводит и к её трансформации. Ещё оставшиеся людьми Колин, Джейсон и Мэдди начинают искать выход…

## В ролях
- Татьяна Канавка — Эванджелина Бруссар
- Майкл Арата — Луи Деверо
- Шеннон Элизабет — Анджела
- Диора Бэрд — Лили
- Бобби Сью Лютер — Сьюзан
- Моника Кина — Мэдди
- Майкл Копон — Декс
- Джон Бич — Джейсон
- Эдвард Ферлонг — Колин Леви
- Линни Куигли — балерина
- Захари Джеймс Бернард — Балли
- Ирина Бескаравайная — Ирина
- Джейми Харрис — Найджел
- Тиффани Шепис — Дайана
- Ганс Лонго — Ханс
- Лэнс Э. Николс — сержант Доусон